# Outaouais (langue)
 (octobre 2014).
Le contenu est difficilement compréhensible vu les erreurs de traduction, qui sont peut-être dues à l'utilisation d'un logiciel de traduction automatique.
L’outaouais est un dialecte de la langue ojibwé, parlé par les Outaouais dans le sud de l'Ontario au Canada, et au nord du Michigan aux États-Unis. Les descendants de ses Outaouais ont aussi émigré et vivent au Kansas et en Oklahoma. La première rencontre attestée entre des locuteurs de l'outaouais et des Européens a eu lieu en 1615 quand un groupe d'Outaouais a rencontré l'explorateur Samuel de Champlain sur la rive nord de la baie Georgienne. L'outaouais est écrit dans un système alphabétique utilisant des lettres latines, et est connu de ses locuteurs par le nom Nishnaabemwin qui signifie « parlant la langue maternelle » ou Daawaamwin, « parlant l'outaouais ».
L'outaouais est l'un des dialectes de l'ojibwé qui a subi le plus de changements linguistiques, bien qu'il partage beaucoup de caractéristiques avec d'autres dialectes. Le changement le plus distinctif est un modèle dominant de voyelle phonétique qui supprime des voyelles courtes dans beaucoup de mots, ayant pour résultat des modifications importantes dans leur prononciation. Ceci et d'autres innovations dans la prononciation, en plus des changements dans la structure de mot et le vocabulaire, différencient l'outaouais des autres dialectes de l'ojibwé.
Comme d'autres dialectes de l'ojibwé, la grammaire de l'outaouais inclut des grammaires animés, (nom animé et inanimé) genre, des sous-classes de verbes qui dépendent du genre, des combinaisons de préfixes et suffixes qui sont reliées aux sous-classes particulières de verbe, et modèles complexes de formation de mots. La langue outatouais distingue deux types de troisième personne dans les phrases : personnes grammaticales de personnes proches, indiquant le groupe nominal qui est souligné dans le discours, et personnes grammaticales, indiquant un groupe nominal qui est moins important. L'outaouais a l'ordre des mots relativement flexible comparé aux langues telles que l'anglais.

## Historique
L'explorateur Samuel de Champlain est le premier Européen à consigner une rencontre avec des locuteurs de l'outaouais quand il a rencontré un groupe de trois cents Outaouais en 1615 sur la rive nord de la baie Georgienne. Des missionnaires français, en particulier les membres de la Compagnie de Jésus et de l'ordre des Récollets, ont documenté plusieurs dialectes de l'ojibwé au cours des XVIIe et XVIIIe siècles, y compris des notes grammaticales de l'outaouais de manuscrits non publiés, des listes de mots, et un dictionnaire. Au XIXe siècle, Andrew Blackbird, locuteur de l'outaouais, a écrit une histoire des Outaouais qui comprend une description des caractéristiques de la grammaire de l'outaouais. Le premier travail précis de linguistique est celui de Leonard Bloomfield qui décrit l'outaouias tel qu'il est parlé sur l'île Walpole dans le sud de l'Ontario. L'Odawa Language Project à l'Université de Toronto, dirigé par Kaye et Piggott, mené des travaux sur le terrain à Ottawa communautés sur île Manitoulin à la fin des années 1960 et au début des années 1970, Résultant d'une série de rapports sur l'outaouais linguistique,. Piggott également préparé une description globale de Ottawa phonologie. Rhodes produit plusieurs études des Outaouais,. Et d'une série d'articles sur Ottawa grammaire. Voir suite de la lecture d'articles par Rhodes sur la grammaire outaouais,,. ainsi qu'une enquête de Ojibwe dialectes qui comprend une vaste description et analyse de l'outaouais en dialecte fonctionnalités.

### Consonnes
La table des consonnes emploie des symboles de l'orthographe moderne avec le symbole correspondant dans l'alphabet phonétique international (API) suivant où les deux varient, ou pour appeler l'attention sur une propriété particulière du bruit dans question.
|                   |                   | Bilabiale | Dentale / Alvéolaire | Post-alvéolaire / Palatale | Vélaire | Glottale |
| ----------------- | ----------------- | --------- | -------------------- | -------------------------- | ------- | -------- |
| Occlusive         | Faible            | b         | d                    |                            | g       |          |
| Occlusive         | Forte             | p [pːʰ]   | t [tːʰ]              |                            | k [kːʰ] |          |
| Occlusive         | Glotte            |           |                      |                            |         | h [ʔ]    |
| Fricative         | Lenis             |           | z                    | zh [ʒ]                     |         |          |
| Fricative         | Fortis            | (f)*      | s [sː]               | sh [ʃː]                    |         |          |
| Affriquée         | Lenis             |           |                      | j [dʒ]                     |         |          |
| Affriquée         | Fortis            |           |                      | ch [tʃːʰ]                  |         |          |
| Nasale            | Nasale            | m         | n                    |                            |         |          |
| Consonne spirante | Consonne spirante |           | (r)*, (l)*           | y [j]                      | w       |          |

La table ci-dessous donne le symbole orthographique et les valeurs phonétiques primaires pour chaque voyelle.
|                  | Voyelle antérieure | Voyelle centrale | Voyelle postérieure |
| ---------------- | ------------------ | ---------------- | ------------------- |
| Voyelle haute    | ii [iː]            |                  |                     |
| Voyelle haute    | i [ɪ]              |                  |                     |
| Voyelle centrale | e [eː]             |                  | oo [oː]~[uː]        |
| Voyelle centrale |                    | o [ʊ]~[ə]        |                     |
| Voyelle basse    |                    |                  | aa [ɑː]             |
| Voyelle basse    |                    | a [ə]~[ɑ]        |                     |

| Voyelle nasale | Example    | Français          |
| -------------- | ---------- | ----------------- |
| iinh           | kiwenziinh | "veille homme"    |
|                | wesiinh    | "(petit) animale" |
|                |            |                   |
| enh            | mdimooyenh | "vieille femme"   |
|                | nzhishenh  | "mon oncle"       |
|                |            |                   |
| aanh           | bnaajaanh  | "oiseau"          |
|                |            |                   |
| oonh           | zhashkoonh | "rat musqué"      |
|                | boodoonh   | "têtard"          |

| Français            | Wikwemikong | Curve Lake | Cape Croker |
| ------------------- | ----------- | ---------- | ----------- |
| ceci (inanimate)    | maanda      | ow         | maanda      |
| cela (inanimate)    | iw, wi      | iw         | iw          |
| ceux-ci (inanimate) | nonda       | now        | now         |
| ceux-là (inanimate) | niw         | niw        | niw         |
| ceci (animate)      | maaba       | aw         | maaba       |
| cela (animate)      | aw, wa      | aw         | aw          |
| ceux-ci (animate)   | gonda       | gow        | gow         |
| ceux-là (animate)   | giw         | giw        | giw         |

### Pronoms et adverbes
BV CLI Ottawa interrogatrice pronoms et adverbes ont souvent le pronom emphatique "dash" à fusibles avec eux pour former un seul mot. Dans ce tableau le pronom emphatique est écrit comme " -sh" immédiatement après le principal mot.
| Français | Outaouais                  | Ojibwé de l'est |
| -------- | -------------------------- | --------------- |
| qui      | aanii-sh, aanii            | aaniin          |
| ou       | aanpii-sh, aapii, aapii-sh | aandi           |
| qui      | wene-sh, wenen             | wenen           |
| comment  | aanii-sh, aanii            | aaniin          |

### Autres vocabulaires
Un petit nombre de vocabulaire des éléments sont typiquement de l'Outaouais. Bien que ces éléments sont solidement attestées à Ottawa, ils ont également été signalés dans certaines autres communautés.
| Français                   | Termes Outaouais | Notes                                                   |
| -------------------------- | ---------------- | ------------------------------------------------------- |
| viens ici!                 | maajaan          | —                                                       |
| père, mon                  | noos             | Aussi Ojibwé des Grand lacs, Ojibwé de l'est, Saulteaux |
| mère, ma                   | ngashi           | —                                                       |
| culottes                   | miiknod          | Aussi en Algonquin                                      |
| il y a longtemps           | zhaazhi          | —                                                       |
| nécessairement             | aabdig           | Aussi Ojibwé de l'est                                   |
| soyez petit (animate verb) | gaachiinyi       | —                                                       |